# نائوکو تاکاهاشی
نائوکو تاکاهاشی (انگلیسی: Naoko Takahashi؛ زادهٔ ۶ مهٔ ۱۹۷۲) دونده ماراتن و دونده دو استقامت اهل ژاپن است.